# Schlacht um Posen
Die Schlacht um Posen wurde während des Zweiten Weltkrieges im Rahmen der Weichsel-Oder-Operation der Roten Armee geschlagen. Sie begann am 25. Januar 1945 nach der vollständigen Einschließung der von den deutschen Streitkräften zur Festung erklärten Stadt und endete nach schweren Kämpfen am 23. Februar 1945 mit der Kapitulation ihrer letzten Verteidiger. Den Kampfhandlungen waren schätzungsweise über 12.000 Menschen und ein beträchtlicher Teil der Bausubstanz Posens zum Opfer gefallen.

## Ausgangslage
Zwischen 12. und 15. Januar 1945 begann die Rote Armee mit ihrer Großoffensive von der Ostsee bis zu den Karpaten den „Endkampf“ an der Ostfront. Die weit überlegenen sowjetischen Verbände stürmten aus ihren Brückenköpfen an Weichsel und Narew und erzwangen binnen weniger Tage weiträumige operative Durchbrüche. Diese lösten nicht nur eine lawinenartig anschwellende Fluchtbewegung der volksdeutschen Bevölkerung dieser Gebiete aus, sondern führten auch zur Zerschlagung der deutschen Heeresgruppe A, die im Vorfeld des Warthegaues stand. Anschließend wurde das Gebiet des Gaues binnen zwei Wochen von den Truppen der von Georgi Schukow (1896–1974) kommandierten 1. Weißrussischen Front überrannt. Bereits Ende Januar standen die ersten sowjetischen Verbände bei Küstrin an der Oder und waren damit nur noch 60 km von der Reichshauptstadt Berlin entfernt.
Arthur Greiser (1897–1946), der Gauleiter des Warthegaues, der noch zu Beginn der sowjetischen Großoffensive verkündet hatte, dass in seinem Gau „kein Meter Boden freigegeben“ werde, gab am 18. Januar 1945 angesichts der sich dramatisch verschlechternden Frontlage doch noch die Erlaubnis zur Räumung der östlichen Kreise des Gaues und zum Abtransport von Frauen und Kindern aus der Gauhauptstadt Posen. Die Volksdeutschen der von Greiser zur Räumung freigegebenen Gebiete befanden sich zu diesem Zeitpunkt aber ohnehin bereits auf heilloser Flucht nach Westen und die Evakuierung der Zivilisten aus der Gauhauptstadt, für die Greiser nicht mehr als einen Tag veranschlagt hatte, lief angesichts der militärischen Lage und der fehlenden Transportkapazitäten völlig chaotisch ab. Bis 23. Januar hatten die rund 70.000 (volks-)deutschen Bewohner die Stadt dennoch nahezu vollständig verlassen, wobei sie auf ihrem Weg nach Westen meist völlig auf sich allein gestellt blieben und viele von ihnen umkamen. Der Großteil der polnischen Stadtbevölkerung – Schätzungen zufolge bis zu 150.000 der insgesamt rund 200.000 Menschen – war jedoch geblieben und konnte kaum mehr tun, als die kommenden Ereignisse abzuwarten.
Greiser selbst hatte Posen mit den Angehörigen seines Stabes bereits am Abend des 20. Januar 1945 fluchtartig verlassen. Zuvor war noch um 5:25 Uhr die Alarmierung der Verteidiger der zur Festung erklärten Stadt erfolgt und ihnen eingeschärft worden, dass Posen „unbedingt gehalten“ werden müsse. Zum Festungskommandanten war Generalmajor Ernst Mattern, der Kommandant der Garnison Posen, ernannt worden.

## Verteidiger und Angreifer derFestung Posen
Die genaue Anzahl und Zusammensetzung der um Posen kämpfenden Truppen sind seit langem Gegenstand verschiedener Darstellungen. Auf der Seite der Verteidiger ergibt sich dabei vor allem das Problem, dass zwar einigermaßen bekannt ist, welche militärischen und sonstigen Einheiten kurz vor dem Beginn der Kampfhandlungen in und um Posen stationiert waren, nicht aber, wie viele von ihnen tatsächlich in die Verteidigung der Stadt einbezogen wurden und wie viele noch vorher abgezogen wurden bzw. sich absetzen konnten. Zudem war die Stadt im Januar 1945 auch Anlaufpunkt zurückflutender Truppenteile der Wehrmacht und Waffen-SS, deren Angehörige dann zum Teil ebenfalls dem Festungskommando unterstellt wurden. Mit ziemlicher Sicherheit entspricht daher weder die von Generalmajor Mattern angegebene Zahl von 12.000 deutschen Verteidigern noch die Zahlen, die nach dem Krieg von diversen Teilnehmern der Schlacht um Posen sowie den Verfassern diverser Studien dazu genannt wurden, der Realität zu Beginn der Schlacht. Beispielsweise bezifferte Stanisław Okęcki in seiner 1975 erschienenen Studie zur Schlacht um Posen die deutschen Verteidiger mit 32.500, wohingegen Zbigniew Szumowski in seinen 1971 und 1980 erschienenen Werken von 61.000 sprach.
Im bislang letzten Werk zum Thema wird von einer Garnisonsstärke von 15.000 bis 20.000 Mann ausgegangen. Ihr Kern waren rund 1.500 Angehörige der Schule V für Fahnenjunker der Infanterie Posen, die angesichts der bevorstehenden Ereignisse per Sonderbefehl automatisch zu Leutnants befördert wurden. Während der Schlacht fungierten sie teils als Kompanie-, Zug- und Truppführer, teils als taktische „Berater“ und stellten somit eine willkommene Ergänzung der Riege der militärischen Führungskräfte dar. Aufgrund ihrer Kampfkraft erwies sich auch die nach ihrem Kommandeur, dem SS-Obersturmbannführer Wilhelm Lenzer (1897–1945), benannte Kampfgruppe Lenzer als besonders wertvoll für die Stadtverteidigung. Sie bestand aus diversen SS-Einheiten, die sich in der Stadt befunden hatten, als diese zur Festung erklärt worden war. Ferner wurden dem Festungskommando zumindest auch ein paar der insgesamt acht vor Kampfbeginn im Stadtgebiet stationierten Flakbatterien unterstellt. Den Rest der Stadtverteidiger schließlich bildeten jene Einheiten, die aus versprengten Angehörigen anderer regulärer Kampfverbände, Polizisten, Landesschützen (insgesamt fünf Bataillone), Volkssturmmännern (ein Bataillon), Eisenbahnern, Feuerwehrleuten und anderen „Kämpfern“ zusammengestellt worden waren.
Dieser bunt gemischten deutschen Streitkraft standen zur Verteidigung auch – die Angaben differieren hier stark – bis zu 30 Sturmgeschütze III und IV der Sturmgeschütz-Ersatz- und Ausbildungs-Abteilung 500, die im Zuge ihres Bahntransports auf dem Posener Bahnhof „einkassiert“ worden waren, sowie zwei Panzer IV und je ein Panther- und Tiger-Panzer zur Verfügung. Ein wesentliches Element der Stadtverteidigung bildeten ferner die Anlagen der Festung Posen, die allerdings aus dem 19. Jahrhundert stammten und nur mehr zum Teil den Anforderungen der Zeit entsprachen. Sie bestanden aus 18 ringförmig um die Stadt liegenden Außenforts und Zwischenwerken, vier Innenforts und dem so genannten „Kernwerk“, der auf einer die Stadt beherrschenden Anhöhe gelegenen Zitadelle. Die Festung Posen verfügte über insgesamt sechs Batterien Festungsartillerie.
Im Gegensatz zu den deutschen Verteidigern, die, abgesehen von der eher sporadisch erfolgten Luftunterstützung und -versorgung faktisch völlig auf sich allein gestellt waren, konnten die sowjetischen Angreifer, deren Anzahl mit bis zu 100.000 angegeben wird, sich nicht nur auf die Unterstützung ihrer Luftwaffe verlassen, welche im Kampfgebiet die nahezu unumschränkte Luftherrschaft ausübte, sondern erhielten auch genügend Nachschub an Kampfmitteln. Die sowjetischen Truppen bestanden aus verschiedenen Einheiten der 1. Gardepanzerarmee und der 69. Armee, vor allem aber jenen der 8. Garde-Armee, welche die Hauptlast der Kämpfe trugen. Unterstützt wurden sie von rund 5.000 polnischen Soldaten sowie etwa 2.000 Stadtbewohnern, die sich auf vielfältige Weise vor allem am Kampf um die Posener Zitadelle in der Endphase der Schlacht beteiligten.

## Verlauf der Schlacht um Posen
Posen war ein wichtiger Verkehrsknotenpunkt und lag an der sowjetischen Hauptstoßrichtung über Warschau nach Berlin. Da die Stadt, solange sie in deutschen Händen war, zudem eine permanente Bedrohung für den Nachschub der nach Berlin vorstürmenden sowjetischen Truppen darstellte, waren diese schon deshalb daran interessiert, sie den Deutschen zu entreißen.
Nachdem am 21. und 24. Januar 1945 von Einheiten der von Michail Jefimowitsch Katukow kommandierten 1. Garde-Panzer-Armee der Übergang über die Warthe forciert worden war, wurde Posen bis zum 25. Januar von den Einheiten der bei Stalingrad siegreichen 8. Garde-Armee unter Wassili Iwanowitsch Tschuikow vollständig eingeschlossen. Noch am selben Tag begannen die Sowjets mit dem systematischen Angriff auf die Festungswerke und bereits am folgenden Tag eroberten die Soldaten der 27. und 74. Garde-Schützen-Division zwei Forts im Süden des Festungsrings, womit nun eine Lücke im Verteidigungsring der Stadt klaffte.
Obwohl Reichsführer SS Heinrich Himmler, inzwischen zum Oberbefehlshaber der Heeresgruppe Weichsel ernannt, den Verteidigern Posens noch am selben Tag gefunkt hatte, dass er sie „nicht im Stich lassen“ werde, war ihr Schicksal zu diesem Zeitpunkt schon besiegelt. Deutscherseits standen keinerlei Kräfte für einen Entsatz zur Verfügung und sowohl Himmler als auch Hitler lehnten schon bald darauf einen „Antrag auf Herausschlagen der Besatzung Posen“ ab.
Ab 28. Januar begann die sowjetische Luftwaffe mit einem heftigen Bombardement der Stadt, während die sowjetische Infanterie in Kämpfen von Stadtteil zu Stadtteil und Haus zu Haus den Kessel um die Stadt immer mehr einengte. Nicht zuletzt wegen dieser Misserfolge der Verteidiger wurde Generalmajor Mattern am 30. Januar 1945 seines Postens als Festungskommandant enthoben. Zu seinem Nachfolger wurde bei offenbar gleichzeitiger Beförderung zum Generalmajor Ernst Gonell bestimmt, der zuvor die Fahnenjunkerschule V in Posen geleitet und am Beginn der Kämpfe den Festungsabschnitt „OST“ kommandiert hatte, wo der sowjetische Hauptangriff erwartet worden war. Gonell, der als erfahrener und „schneidiger“ Soldat galt, der aber laut Tschuikow auch ein „eingefleischter Nazi“ gewesen sein soll, wurde vonseiten Himmlers offenbar eher als dem geschassten Mattern zugetraut, die Stadt zu halten. Allen Berichten zufolge war Gonell überzeugt davon, dass die Stadt entsetzt werden würde, und ging dementsprechend energisch an seine neue Aufgabe heran.
In der Nacht vom 30. auf den 31. Januar 1945 brachen die bis zu 1.200 Soldaten, die immer noch in dem im südwestlichen Abschnitt des Festungsringes gelegenen und mittlerweile völlig abgeschnittenen Fort VIII bzw. Fort Grolman (benannt nach einem preußischen General des 19. Jahrhunderts) ausharrten, befehlsgemäß in kleinen Gruppen aus und versuchten sich zur Hauptkampflinie im Westen durchzuschlagen. Unterdessen gingen die Kämpfe um die Festung weiter und banden die Kräfte von insgesamt vier Divisionen der 8. Garde-Armee und zweier weiterer Divisionen der von M. I. Kazakow kommandierten 69. Armee. Den tiefen sowjetischen Einbrüchen im Süden und Südwesten der Stadt folgte am 5. Februar die Eroberung des im Posener Stadtbezirk Weinern gelegenen Behelfsflugplatzes „Zeppelinwiese“ nicht weit entfernt von der Zitadelle. Für die Versorgungsflugzeuge der deutschen Luftwaffe, welche die Stadt ohnehin nur unzureichend versorgen hatten können, gab es fortan keine Möglichkeit mehr, im Stadtgebiet zu landen. Bis dahin waren laut Kriegstagebuch der deutschen Luftflotte 6 allein 110,0 t Munition und Kabel ein- und 277 Personen, überwiegend Verwundete, aber auch Frauen und Kinder, aus der Festung ausgeflogen worden.
Zum Zeitpunkt als der Flugplatz verloren gegangen war, hatten die sowjetischen Truppen bereits einen Großteil des Posener Stadtgebiets erobert. Am 11. Februar setzte Festungskommandant Gonell, der zwei Tage zuvor für seine Leistungen bei der Verteidigung zum Generalmajor befördert worden war, das Führerhauptquartier davon in Kenntnis, dass seine Truppen „stark kampfmüde [und] zur Apathie neigend [seien], da keine Aussicht auf Entsatz [bestünde]“. Einen Tag später zogen sich die Reste der deutschen Verteidiger in die Zitadelle der alten preußischen Festung zurück, wo die Kämpfe nun ihrem grausamen Höhepunkt entgegengingen. Den bis zu 2000 Mann, die in den östlich der Warthe gelegenen Stadtteilen abgeschnitten waren und für die keine Chance mehr bestand, in die Zitadelle zu gelangen, erteilte Gonell die Erlaubnis zum Ausbruch.
Um die Zitadelle zu stürmen, mussten die dafür vorgesehenen Truppen des 29. Garde-Schützen-Korps, bestehend aus der 27. Garde-Schützen-Division, die nördlich der Zitadelle in Stellung gegangen war, der 82. Garde-Schützen-Division im Südwesten und der 74. Garde-Schützen-Division im Südosten der Zitadelle, den tiefen Graben überwinden, der sie umgab. Am 18. Februar begann der Generalangriff auf die Zitadelle, wobei die sowjetischen Einheiten versuchten, den Festungsgraben mit Leitern zu überwinden. Dabei wurden sie von den Redouten der Zitadelle aus unter schweres Feuer genommen. Erst nach fast drei Tage dauernden Kämpfen konnten die sowjetischen Einheiten die Redouten unter Einsatz von Flammenwerfern und Explosivstoffen oder durch Blockieren ihrer Feuerluken mit Schutt und Geröll zum Schweigen bringen. Nachdem eine Art Sturmbrücke errichtet worden war, um leichter auf den Grund des Grabens und an die Zitadellenmauern zu gelangen, begann am 22. Februar der letzte Abschnitt des langwierigen Kampfes um Posen. An diesem Tag wurde auf deutscher Seite der letzte Funkspruch aus der Festung Posen abgesetzt, in dem unmissverständlich klargemacht wurde, dass mit dem Fall der Festung zu rechnen sei. Einen Tag später, am 23. Februar 1945, um 3:00 Uhr morgens, entschied sich Festungskommandant Gonell, den Widerstand einzustellen und zu kapitulieren. Entgegen Himmlers Weisung stellte er den ihm noch verbliebenen Truppen frei, den Ausbruch aus der Zitadelle zu wagen, für den es jetzt allerdings viel zu spät war und den daher auch nur ein kleiner Teil der Festungsbesatzung noch bewerkstelligen konnte. Gonell selbst nahm sich kurz darauf das Leben.
Das Oberkommando der Wehrmacht kommentierte den Fall Posens in seinem Kriegstagebuch mit einem der gewohnt lapidaren Statements, wohingegen die deutsche Presse die militärisch völlig sinnlose Opferung zehntausender Soldaten als „Heldenkampf“ und „[e]rfolgreiche[n] Wellenbrecher gegen die bolschewistische Sturmflut“ bejubelte.

## Folgen der Schlacht
Der Fall Posens verdeutlicht das völlige Scheitern von Hitlers Strategie, den sowjetischen Vormarsch durch die Bildung sogenannter fester Plätze aufhalten oder zumindest verlangsamen zu können. Angesichts ihrer gewaltigen Materialüberlegenheit konnten es sich die sowjetischen Streitkräfte leisten, ihren Vormarsch ungebremst fortzusetzen und entsprechende Truppenkontingente zurückzulassen, die Hitlers „Festungen“ anschließend einnahmen. So war auch in militärischer Hinsicht die Verteidigung der zahlreichen zu Festungen erklärten Städte an der Ostfront ein völlig sinnloses Opfern zehntausender Menschenleben.
Die Schlacht um Posen hatte allein auf deutscher Seite rund 5.000 Menschenleben gefordert. Auf sowjetischer Seite waren rund 6.000 Soldaten umgekommen, ferner eine nicht mehr genau zu eruierende Anzahl von Zivilisten. Von den etwa 2.000 Zivilisten, die am Kampf um die Zitadelle beteiligt waren, starben rund 100. Die Bausubstanz Posens war durch die rund einen Monat andauernden Kampfhandlungen ebenfalls schwer in Mitleidenschaft gezogen worden. 55 % der Häuser der Stadt waren durch Artilleriefeuer und die Häuserkämpfe teilweise oder vollständig zerstört worden, die Altstadt war sogar zu 75 % zerstört. Vergleichsweise wenig Schaden hatte das Residenzschloss Posen genommen, das nach der Einschließung der Stadt zum Lazarett umfunktioniert worden war. Schätzungsweise bis zu 2.000 Verwundete waren zuletzt in seinem Inneren untergebracht. Nachdem das Schloss am 2. Februar von Rotarmisten besetzt worden war, diente es bis März 1945 als Sammelstelle für deutsche Verwundete. Zum Teil wurden diese dort nicht nur beraubt, sondern auch Opfer willkürlicher Racheakte der Sieger. Auch konnten die deutschen Verwundeten von ihren Kriegsgegnern, die sich zudem um eine große Anzahl eigener Verwundeter zu kümmern hatten, nur unzureichend versorgt und gepflegt werden, weswegen bald darauf die Ruhr ausbrach. Auf ihrem Höhepunkt forderte diese Krankheit schätzungsweise bis zu 30 Opfer täglich. 1947/48 exhumierten die polnischen Behörden allein im Schlosspark 765 in einem Massengrab verscharrte deutsche Soldaten. Aber auch die in Kriegsgefangenschaft geratenen deutschen Soldaten wurden zum Teil Opfer von Übergriffen der Sieger. Nach ihrer Gefangennahme wurden sie in eigens inszenierten „Propagandamärschen“ durch die Stadt geführt, wobei es immer wieder zu Ausschreitungen seitens der Stadtbewohner kam, die sich auf diese Weise für die jahrelange brutale Repression, der sie unter der deutschen Herrschaft ausgesetzt waren, rächten.